# Tengiz Iremadze
Tengiz Iremadze (géorgien: თენგიზ ირემაძე, allemand: Tengis Iremadse; né le 9 mars 1973) est un philosophe géorgien. Ses principaux domaines d'étude sont la philosophie de l'esprit (théorie de l'intellect), la philosophie chrétienne, la philosophie de la guerre et de la paix et l'urbanisme philosophique. Il accorde une attention particulière à la philosophie médiévale, moderne et contemporaine de la Géorgie et de l'Europe.
Les travaux de Tengiz Iremadze sont consacrés à la philosophie ancienne (Pythagore, Platon, Aristote) et à l'Antiquité tardive (Proclus), ainsi qu'à la pensée chrétienne médiévale géorgienne et latine (Ioané Petritsi, Theodoric of Freiberg, Berthold of Moosburg). En outre, il a traduit en géorgien les œuvres de Gottfried Wilhelm Leibniz, Martin Heidegger, Walter Benjamin, Hans Blumenberg, André Glucksmann et Ernst Meister. Il est l'éditeur des traductions géorgiennes des œuvres de Friedrich Nietzsche, Alexis de Tocqueville, Thomas Paine, Benjamin Franklin, Thomas Jefferson, James Wilson, Benjamin Rush, John Dewey, Henri Bergson, Carl Schmitt, Leo Strauss, Hannah Arendt et Niklas Luhmann, etc.

## Biographie
Tengiz Iremadze a étudié la philosophie et la sociologie à l'université d'État Ivane Javakhishvili de Tbilissi de 1993 à 1998. Parmi ses professeurs, il convient de citer le philosophe géorgien Guram Tevzadze. Dans son mémoire de fin d'études, Tengiz Iremadze a donné une interprétation de "Ainsi parlait Zarathoustra" de Nietzsche.
En 2003, il obtient son doctorat en philosophie à l'université de la Ruhr à Bochum sous la direction du philosophe allemand Burkhard Mojsisch (1944-2015). Sa thèse de doctorat portait sur "Les conceptions de la pensée dans le néo-platonisme. La réception de la philosophie de Proclus dans la pensée médiévale allemande et géorgienne: Dietrich de Freiberg - Berthold de Moosburg - Ioané Petritsi".
Depuis 2007, Tengiz Iremadze est professeur de philosophie et de sciences sociales à l'université Grigol Robakidze (Tbilissi, Géorgie) et directeur de l'Institut de philosophie et de sciences sociales de cette même université. En 2015, il est devenu professeur de philosophie à la Nouvelle Université Géorgienne (Poti, Géorgie) et directeur des Archives de philosophie et de théologie caucasiennes de cette même université. Tengiz Iremadze est également rédacteur en chef et éditeur de plusieurs séries philosophiques en Géorgie et en Europe. Depuis 2014, il publie avec les philosophes allemands Udo Reinhold Jeck et Helmut Schneider la série scientifique "Philosophie et théorie sociale" (Berlin, maison d'édition "Logos").

## Pensée

### Contexte interculturel de l'histoire de la philosophie
Dès sa thèse de doctorat (2003), Tengiz Iremadze a accordé une attention particulière au concept de philosophie interculturelle. Dans ce travail, il a analysé l'histoire de la réception de l'un des concepts centraux (la théorie de la pensée) du grand penseur de l'Antiquité tardive Proclus dans l'Occident latin médiéval. En même temps, il a incorporé dans son étude d'anciens textes géorgiens faisant référence aux "Éléments de théologie" (la traduction et le commentaire de cette œuvre de Proclus par Ioané Petritsi).

### Philosophie caucasienne
Tengiz Iremadze a développé cette direction de recherche dans son ouvrage "La philosophie au carrefour des époques et des cultures" (2013). Dans cet ouvrage, Tengiz Iremadze a combiné des études historiques et des analyses systématiques et a développé les conditions préalables et les bases méthodologiques de la "philosophie caucasienne" Cet ouvrage peut être divisé en trois parties : dans les réflexions introductives, Tengiz Iremadze développe les bases méthodologiques et discute le concept clé de "carrefour" sous différentes perspectives. Dans la première partie de l'ouvrage, il présente la phénoménologie du "carrefour" sous l'angle important de la pensée interculturelle. Dans la deuxième partie, il aborde des concepts philosophiques fondamentaux [l'être/étants, vérité/interprétation, réception/transformation, individualisme/inter-subjectivité, connaissance/sagesse], qui ont non seulement été importants tout au long de l'histoire de la philosophie, mais qui auront également une grande valeur à l'avenir. Dans la troisième partie, Iremadze aborde les nouveaux concepts de la pensée interculturelle. Le concept de "carrefour" joue également un rôle important ici, car il sous-tend la nouvelle théorie philosophique interculturelle.

## Œuvres principales
- Konzeptionen des Denkens im Neuplatonismus. Zur Rezeption der Proklischen Philosophie im deutschen und georgischen Mittelalter: Dietrich von Freiberg – Berthold von Moosburg – Joane Petrizi (Bochumer Studien zur Philosophie, Bd. 40), Amsterdam/Philadelphia: B. R. Grüner Publishing Company, 2004, ISBN 9789060323694
- Friedrich Nietzsche: "Ainsi parlait Zarathoustra": Texte et contexte, Tbilissi: Maison d'édition "Nekeri", 2006, ISBN 99940-890-1-3
- Der Aletheiologische Realismus. Schalwa Nuzubidse und seine neuen Denkansätze, Tbilissi: Publishing House “Nekeri”, 2008, ISBN 978-9941-404-41-2
- Walter Benjamin. Vie - Œuvre - Actualité, Tbilissi: Maison d'édition "Nekeri", 2008, ISBN 978-9941-404-20-7
- La philosophie au carrefour des époques et des cultures, Tbilissi: Maison d'édition "Nekeri", 2013, ISBN 978-9941-436-55-0
- Pythagore dans le contexte de la philosophie caucasienne, Tbilissi: Maison d'édition "Nekeri", 2014, ISBN 978-9941-457-32-6
- La philosophie de Friedrich Nietzsche et les perspectives de son interprétation, Tbilissi: Maison d'édition "Nekeri", 2015, ISBN 978-9941-457-36-4
- La philosophie géorgienne médiévale. Un aperçu systématique pour comprendre ses spécificités, Tbilissi: "Pavoriti Stili", 2019. ISBN 978-9941-8-1633-8
- La philosophie géorgienne du début de la modernité. Un aperçu systématique pour comprendre ses spécificités, Tbilissi: "Pavoriti Stili", 2020. ISBN 978-9941-8-2898-0
- La philosophie de Ioané Petritsi, Tbilissi: "Pavoriti Stili", 2021, ISBN 978-9941-8-3091-4
- Philosophie médiévale, Tbilissi: "Pavoriti Stili", 2022. ISBN 978-9941-8-4301-2
- La philosophie de Chalva Noutsoubidzé. Brève analyse systématique et critique, Tbilisi: Maison d'édition "Nekeri", 2023, ISBN 978-9941-501-62-3
- La philosophie post-humaniste, Tbilissi: "Pavoriti Stili", 2023. ISBN 978-9941-8-5884-0
- Théologie philosophique dans la Géorgie médiévale: Ephrem Mtsire, Arsen of Iqalto, Ioane Petritsi, Tbilisi: Maison d'édition "Nekeri", 2024, ISBN 978-9941-501-78-4
- Théologie philosophique dans la Géorgie moderne: Anton I, Iona Khelashvili, Gabriel Kikodze, Tbilisi: Maison d'édition "Nekeri", 2025, ISBN 978-9941-501-95-1
- La philosophie de Solomon Dodachvili. Brève analyse systématique, Tbilisi: Maison d'édition "Nekeri", 2025, ISBN 978-9941-501-99-9